# スロヴァキア放送交響楽団
スロヴァキア放送交響楽団（スロヴァキア語：Symfonický orchester Slovenského rozhlasu）は、スロヴァキアの首都ブラチスラヴァ（ブラティスラヴァ）を本拠地とするオーケストラ。「スロヴァキア放送ブラティスラヴァ交響楽団」とも呼ばれ、スロヴァキア国内では最も歴史が古いオーケストラである。スロヴァキアの公共放送であるスロバキアテレビ放送（Slovenský rozhlas）が運営する。

## 概要
1929年にスロバキア放送のラジオ放送のための演奏を目的とした団体として設立。当初はアレクサンデル・モイゼス、エウゲン・スホニュ、ヤーン・ツィケルら自国の現代作曲家をプログラムの中心とした。その後徐々に規模を拡大させ、1942年より、スロヴァキア放送の音楽監督を務めていたモイゼスの尽力によって定期公演と放送局によるラジオ放送を開始した。
以降、クレシミル・バラノヴィッチ、ルドヴィート・ライテル、ラディスラフ・スロヴァーク、オンドレイ・レナールト、ロベルト・スタンコフスキーらが歴代の首席指揮者を務めた。
かつて、チェコスロバキア放送交響楽団（Czecho-Slovak Radio Symphony Orchestra、CSR Symphony Orchestra in Bratislava）と呼ばれていた時期が長い。
2009-2010年には、日本人指揮者の川本貢司が客演指揮者として招かれた。
音源はスロヴァキア国内のクラシックレーベル、オーパス（Opus）のほか、廉価版レーベルのナクソスおよび姉妹レーベルのマルコ・ポーロに多くの録音があり、そのディスコグラフィは200枚近くにのぼる。

## 歴代首席指揮者
- フランティシェク・ディク（1929年–1939年）
- コルネル・シンプル（1939年–1942年）
- フランチシェク・バブーシェク (1942年–1943年)
- クレシミル・バラノヴィッチ (1943年–1946年)
- ルドヴィート・ライテル (1946年–1949年)
- リチャード・ティンスキー (1949年–1955年)
- ラディスラフ・スロヴァーク (1955年–1961年)
- ヴァーツラフ・イラーチェク (1961年–1962年)
- オタカール・トゥルフリーク（1962年–1968年）
- ルドヴィート・ライテル (1968年–1977年)
- オンドレイ・レナールト（1977年–1990年）
- エイドリアン・リーパー（1990年–1991年）
- ビストリーク・レジュハ (1991年–1992年)
- ロベルト・スタンコフスキー (1992年–2001年)
- チャールズ・オリヴィエリ＝マンロー (2001年–2004年)
- オリヴェル・ドホナーニ (2006年–2007年)
- マリオ・コシック（2007年-不明）
- ピーター・ヴァレントヴィッチ (2018年-2019年)[1]
- オンドレイ・レナールト (2019年— )[2]